# NGC 2927
NGC 2927 je galaksija u zviježđu Lavu.

## Vanjske poveznice
- SEDS: NGC 2927